# سدي أبراهام
سدي أبراهام (بالعبرية: שְׂדֵי אַבְרָהָם) هو موشب في جنوب إسرائيل، يقع شمال غرب صحراء النقب بالقرب من حدود قطاع غزة، ويقع تحت إدارة مجلس إشكول الإقليمي. في 2019 بلغ عدد سكانه 358 نسمة.

## التاريخ
أسس الموشب في 1981، وكان اسمه في البداية يسودوت هداروم (بالعبرية: יְסוֹדוֹת הַדָּרוֹם)، وتعني "إنشاءات الجنوب"، ولكن أعيد تسميته لاحقًا على اسم أبراهام هارتسفيلد، أحد قادة ماباي.